# Адлер Да Сілва
Адлер Да Сілва Паррейра (фр. Adler Da Silva Parreira, 28 грудня 1998, Женева) — швейцарський футболіст бразильського походження, нападник словацької команди «Слован» (Братислава).

## Клубна кар'єра
Є вихованцем швейцарської команди «Серветт» з рідного міста Женева, куди потрапив у 2012 році з академії клубу «Верн'єр». У віці 16 років з командою «Серветта» до 18 років став юнацьким чемпіоном Швейцарії, завдяки чому отримав шанс зіграти у Юнацькій лізі УЄФА 2015/16, де зіграв три матчі.
За першу команду дебютував у серпні 2015 року в третьому дивізіоні країни і за підсумками дебютного сезону допоміг їй посісти перше місце та вийти до Челледж-ліги, другого за рівнем дивізіону Швейцарії. Переставши бути основним гравцем, у весняній частині сезону 2016/17 став виступати на правах оренди за «Етуаль» (Каруж) у третьому дивізіоні країни.
Повернувшись влітку 2017 року до «Серветта», Адлер став грати виключно за резервну команду, тому у лютому 2018 року знову був відданий в оренду, на цей раз у «Грассгоппер» (Цюрих), але теж виступав лише за резервну команду.
У сезоні 2018/19 виступав за «Сьйон», де, як і в «Грассгоппері», грав тільки за резерв, після чого влітку 2019 року перейшов у «Стад Ньйон», який тоді був у третьому дивізіоні. Дебютував за клуб у сьомому турі, який відбувся 7 вересня 2019 року в поєдинку з клубом «Брайтенрайн» (4:1), де відіграв 65 хвилин. Вперше за «Стад» забив 25 вересня 2019 року в поєдинку з командою «Рапперсвіль-Йона», встановивши на 84-й хвилині остаточний рахунок матчу — 2:1. Загалом за півтора роки він зіграв за клуб 26 ігор і забив 12 голів.
У січні 2021 року Адлер відправився до Словаччини, де підписав контракт з клубом «Погроньє». Тут він дебютував у словацькій Суперлізі 6 лютого 2021 року, провівши весь матч і забивши два голи в матчі проти «Нітри» (3:1). Загалом забивши 6 голів у 11 іграх чемпіонату він допоміг команді зберегти прописку в еліті і став найкращим бомбардиром клубу у сезоні разом із Джеймсом Віром.
2 вересня 2021 року чинний чемпіон країни «Слован» (Братислава) оголосив про підписання Да Сілви в річну оренду з подальшим автоматичним зобов'язанням викупу. Свій перший матч за новий клуб провів 12 вересня у чемпіонаті проти ВіОна (1:1), коли на 84-й хвилині замінив Езекіеля Генті на полі, а вже за 4 дні дебютував і у єврокубках, зігравши у матчі групового етапу Ліги конференцій УЄФА 2021/22 вдома проти данського «Копенгагена» (1:3) і загалом зіграв у всіх 6 іграх команди на турнірі, втім «Слован» посів третє місце і не пройшов долі. У чемпіонаті сезону 2021/22 він зіграв 17 матчів і допоміг своєму клубу здобути четвертий титул чемпіона Словаччини поспіль, завдяки чому «Слован» став першим в історії словацького футболу, кому вдався подібний результат.

## Виступи за збірні
Адлер Да Сілва виступав за юнацькі збірні Швейцарії до 17, 18 та 19 років.

## Досягнення
- Чемпіон Словаччини (2): 2021/22, 2022/23

## Статистика
Станом на 22 червня 2022.
| Сезон                  | Клуб                     | Чемпіонат              | Чемпіонат | Чемпіонат | Кубок  | Кубок | Кубок | Міжнародні | Міжнародні | Міжнародні | Інше   | Інше | Інше  | Всього | Всього | Всього |
| Сезон                  | Клуб                     | Турнір                 | Ігор      | Голів     | Турнір | Ігор  | Голів | Турнір     | Ігор       | Голів      | Турнір | Ігор | Голів | Ігор   | Голів  |        |
| ---------------------- | ------------------------ | ---------------------- | --------- | --------- | ------ | ----- | ----- | ---------- | ---------- | ---------- | ------ | ---- | ----- | ------ | ------ | ------ |
| 2015—2016              | «Серветт II»             | 2ЛІ (V)                | 10        | 1         |        | -     | -     |            | -          | -          |        | -    | -     | 10     | 1      |        |
| 2016–2017              | «Серветт II»             | 2ЛІ (V)                | 10        | 2         |        | -     | -     |            | -          | -          |        | -    | -     | 10     | 2      |        |
| 2015–2016              | «Серветт»                | ПЛ (ІІІ)               | 14        | 1         | КШ     | 0     | 0     |            | -          | -          |        | -    | -     | 14     | 1      |        |
| 2016–лют. 2017         | «Серветт»                | ЧЛ (ІІ)                | 7         | 0         | КШ     | 1     | 0     |            | -          | -          |        | -    | -     | 8      | 0      |        |
| Всього за «Серветт»    | Всього за «Серветт»      | Всього за «Серветт»    | 21        | 1         |        | 1     | 0     |            | -          | -          |        | -    | -     | 22     | 1      |        |
| лют.–чер. 2017         | «Етуаль» (Каруж)         | ПЛ (ІІІ)               | 10        | 2         | КШ     | 0     | 0     |            | -          | -          |        | -    | -     | 10     | 2      |        |
| 2017–лют. 2018         | «Серветт II»             | 2ЛІ (V)                | 9         | 2         |        | -     | -     |            | -          | -          |        | -    | -     | 9      | 2      |        |
| Всього за «Серветт II» | Всього за «Серветт II»   | Всього за «Серветт II» | 29        | 5         |        | -     | -     |            | -          | -          |        | -    | -     | 29     | 5      |        |
| лют.–чер. 2018         | «Грассгоппер II»         | 1Л (IV)                | 12        | 0         |        | -     | -     |            | -          | -          |        | -    | -     | 12     | 0      |        |
| 2018–2019              | «Сьйон II»               | ПЛ (ІІІ)               | 23        | 1         |        | -     | -     |            | -          | -          |        | -    | -     | 23     | 1      |        |
| сер. 2019              | «Сьйон II»               | ПЛ (ІІІ)               | 1         | 0         |        | -     | -     |            | -          | -          |        | -    | -     | 1      | 0      |        |
| Всього за «Сьйон II»   | Всього за «Сьйон II»     | Всього за «Сьйон II»   | 24        | 1         |        | -     | -     |            | -          | -          |        | -    | -     | 24     | 1      |        |
| 2019–2020              | «Стад Ньйон»             | ПЛ (ІІІ)               | 10        | 3         | КШ     | 1     | 0     |            | -          | -          |        | -    | -     | 11     | 3      |        |
| 2020–січ. 2021         | «Стад Ньйон»             | ПЛ (ІІІ)               | 12        | 5         | КШ     | 3     | 4     |            | -          | -          |        | -    | -     | 15     | 9      |        |
| Всього за «Стад Ньйон» | Всього за «Стад Ньйон»   | Всього за «Стад Ньйон» | 22        | 8         |        | 4     | 4     |            | -          | -          |        | -    | -     | 26     | 12     |        |
| січ.–чер. 2021         | «Погроньє»               | СЛ                     | 11        | 6         | КС     | 1     | 0     |            | -          | -          |        | -    | -     | 12     | 6      |        |
| лип.–сер. 2021         | «Погроньє»               | СЛ                     | 5         | 0         | КС     | 0     | 0     |            | -          | -          |        | -    | -     | 5      | 0      |        |
| Всього за «Погроньє»   | Всього за «Погроньє»     | Всього за «Погроньє»   | 16        | 6         |        | 1     | 0     |            | -          | -          |        | -    | -     | 17     | 6      |        |
| 2021–2022              | «Слован ІІ» (Братислава) | 1Л (ІІ)                | 6         | 3         |        | -     | -     |            | -          | -          |        | -    | -     | 6      | 3      |        |
| 2021–2022              | «Слован» (Братислава)    | СЛ                     | 17        | 0         | КС     | 5     | 0     | ЛК         | 6          | 0          |        | -    | -     | 28     | 0      |        |
| Загалом                | Загалом                  | Загалом                | 157       | 26        |        | 11    | 4     |            | 6          | 0          |        | -    | -     | 184    | 30     |        |